# David A. Levy
David A. Levy (Contea di Johnson, 18 dicembre 1953) è un politico statunitense, membro della Camera dei Rappresentanti per lo stato di New York dal 1993 al 1995.

## Biografia
Nato in una famiglia ebrea nella Contea di Johnson, Levy si laureò in giurisprudenza ed esercitò la professione di avvocato prima di entrare in politica. Nel 1989 venne eletto all'interno del consiglio comunale di Hempstead, dove rimase per quattro anni. Nel 1992 si candidò alla Camera dei Rappresentanti come membro del Partito Repubblicano, succedendo al compagno di partito Norman Lent. Nel 1994 chiese un secondo mandato agli elettori ma venne sconfitto nelle primarie repubblicane da Dan Frisa, che riuscì a divenire deputato ma perse il seggio dopo un solo mandato contro la democratica Carolyn McCarthy. Dopo aver lasciato il Congresso, Levy continuò ad occuparsi di politica a livello locale.